# Олешнице (Бланско)
Олешнице (на чешки: Olešnice; на немски: Oels) е градче в Южноморавски край, Чехия.

## Демография
| Година    | 1970 | 1980 | 1991 | 2001 | 2003 |
| --------- | ---- | ---- | ---- | ---- | ---- |
| Население | 1710 | 1791 | 1778 | 1768 | 1757 |

Виж: www.czso.cz

## Забележителности
- църквата Св. Вавръжинце (kostel sv. Vavřince)
- църквата Св. Микулаш (kostel sv. Mikuláš)
- Евангелистка църква (evangelický kostel)
- (dřevěnice na Vejpustku)